# 格鲁瓦
格鲁瓦（法語：Groix，法語發音：[ɡʁwa]）是法国莫尔比昂省的一个市镇，也是一座岛屿，属于洛里昂区。

## 地理
格鲁瓦（47°38'19"N, 3°27'18"W）面积14.82 平方千米，位于法国布列塔尼大區莫尔比昂省，该省份为法国西北部沿海省份，位于布列塔尼半岛南部，北起阿摩尔滨海省、西接菲尼斯泰尔省，南濒大西洋，东南接大西洋卢瓦尔省，东临伊勒-维莱讷省。
由于格鲁瓦领土为海洋中的一岛屿，故不与任何市镇接壤。
格鲁瓦的时区为UTC+01:00、UTC+02:00（夏令时）。

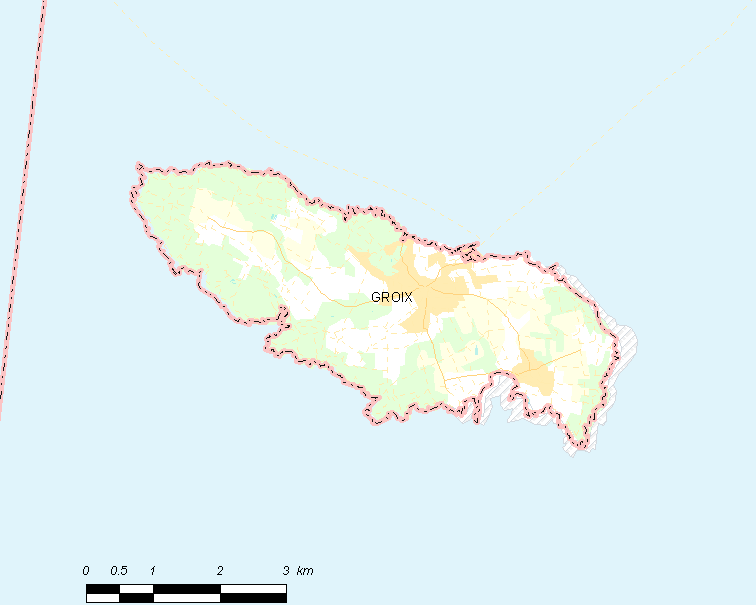
格鲁瓦的OSM定位图

## 行政
格鲁瓦的邮政编码为56590，INSEE市镇编码为56069。

## 政治
格鲁瓦所属的省级选区为洛里昂第二县。

## 人口

1962-2008年间格鲁瓦人口变化图示

格鲁瓦于2022年1月1日时的人口数量为2308人。